# 1930 v loďstvech
Tento článek obsahuje významné události v oblasti loďstev v roce 1930.

## Lodě vstoupivší do služby
- 1. ledna –  Suffren (1926) – těžký křižník třídy Suffren

- 10. února –  Hr. Ms. Witte de With – torpédoborec třídy Admiralen

- 30. března –  HMS Norfolk (78) – těžký křižník třídy Dorsetshire

- 1. května –  HMS York (90) – těžký křižník třídy York

- 13. července –  ORP Wicher – torpédoborec třídy Wicher

- 7. září –  Regele Ferdinand a Regina Maria – torpédoborce třídy Regele Ferdinand

- 10. září –  HMS Nelson (28) – bitevní loď třídy Nelson

- 30. září –  HMS Dorsetshire (40) – těžký křižník třídy Dorsetshire

- 14. listopadu –  Hr. Ms. Banckert – torpédoborec třídy Admiralen

- Prosinec –  Sukothai – loď pobřežní obrany třídy Ratanakosindra